# Exciter (Album)
Exciter (deutsch: Erreger) ist das zehnte Studioalbum der britischen Synthie-Pop-Band Depeche Mode. Es wurde in verschiedenen Studios in London, Santa Barbara und New York aufgenommen. Als Produzent engagierte die Band Mark Bell, Kopf und Gründungsmitglied des britischen Musik-Projekts LFO.

## Hintergrund
Nach der Singles-Tour 1998 zogen sich die Bandmitglieder zunächst zurück und widmeten sich ihren Familien. Martin Gore begann 1999 mit dem Schreiben neuer Songs, doch ihm fehlte die Motivation und Inspiration. Deshalb lud er seinen Freund und Musiker Paul Freegard sowie den Produzenten Gareth Jones, der bereits Mitte der 1980er Jahre mit Depeche Mode arbeitete, in sein privates Studio nach Santa Barbara, Kalifornien, ein. Mit deren (vor allem moralischer) Unterstützung gelang es Gore, Demos aufzunehmen, die er schließlich den restlichen Bandmitgliedern vorstellte. Die eigentliche Arbeit am Album begann Mitte 2000, nachdem noch Mark Bell als Produzent engagiert werden konnte.
Unmittelbar nach Veröffentlichung des Albums startete Depeche Mode die weltweite Exciter Tour. Die zwei Konzerte im Palais Omnisports de Paris-Bercy wurden von Anton Corbijn gefilmt und 2002 als Live-DVD One Night in Paris veröffentlicht. Nach dem Abschluss der Tour widmeten sich die Bandmitglieder eigenen Projekten. Martin Gore veröffentlichte 2003 mit Counterfeit² bereits sein zweites Soloalbum, während Dave Gahan für sein Debüt Paper Monsters erstmals selbst Songs schrieb. Andrew Fletcher vermarktete über sein eigenes Label Toast Hawaii die britische Band Client. Erst 2005 kehrte Depeche Mode mit einem neuen Album, Playing the Angel, zurück.

## Rezeption
Die Fachpresse bewertete Exciter überwiegend positiv. So schrieb beispielsweise laut.de: „Es sieht gut aus für die Zukunft von Depeche Mode. „Exciter“ ist der Schritt nach vorne. Falls dies der Anfang eines neuen Depeche-Mode-Jahrzehnts ist, könnte Mark Bell der neue Gareth Jones werden. Jener Mann trieb die Jungs in den 80ern vom Mischpult aus in die großen Erfolge. Er kam erst zum dritten Album.“

## Titelliste
1. Dream On – 4:18
2. Shine – 5:29
3. The Sweetest Condition – 3:40
4. When the Body Speaks – 6:00
5. The Dead of Night – 4:48
6. Lovetheme – 2:00
7. Freelove – 6:07
8. Comatose – 3:22
9. I Feel Loved – 4:18
10. Breathe – 5:16
11. Easy Tiger – 2:05
12. I Am You – 5:05
13. Goodnight Lovers – 3:48

Alle Songs wurden von Martin Gore geschrieben, der außerdem die Stücke Comatose und Breathe singt. Die restlichen Songs singt Dave Gahan, Lovetheme und Easy Tiger sind Instrumentalstücke.

## Single-Auskopplungen
- Dream On – 23. April 2001
- I Feel Loved – 23. Juli 2001
- Freelove – 11. November 2001
- Goodnight Lovers – 11. Februar 2002

Die B-Seite von I Feel Loved ist ein Cover des Songs Dirt von Iggy Pop.
Die Single-Version von Freelove ist ein Remix von Flood.
Goodnight Lovers wurde zwar in Großbritannien als Single veröffentlicht, allerdings nicht in den dortigen Charts gewertet, da die CD mit vier Songs zu viele enthielt.

## Setlist derExciter Tour2001
1. Easy Tiger-Dream On (instrumental intro)
2. The Dead of Night
3. The Sweetest Condition
4. Halo
5. Walking in My Shoes
6. Dream On
7. When the Body Speaks
8. Waiting for the Night
9. - The Bottom Line
  - Surrender
  - Dressed in Black
  - Sister of Night
  - Condemnation
  - Judas
  - It Doesn’t Matter Two
  - Somebody
10. Breathe
11. Freelove
12. Enjoy the Silence
13. I Feel You
14. In Your Room
15. It’s No Good
16. I Feel Loved (wurde nicht bei allen Auftritten der Tour gespielt)
17. Personal Jesus
18. World Full of Nothing (wurde nur beim letzten Auftritt der Tour gespielt)
19. Home
20. - Clean
  - Condemnation
21. Black Celebration
22. Never Let Me Down Again

## Wiederveröffentlichung
Am 1. Oktober 2007 wurde Exciter als SACD und DVD wiederveröffentlicht. Die Neuauflage enthält neben den Albumsongs in Mehrkanalton sowie der Dokumentation Depeche Mode 1999–2001: „Presenting the intimate and delicate side of Depeche Mode“ auch folgende Bonus-Tracks:
- The Dead of Night (Live in Paris, Oktober 2001)
- The Sweetest Condition (Live in Paris, Oktober 2001)
- Dream On (Live in Paris, Oktober 2001)
- When the Body Speaks (Live in Paris, Oktober 2001)
- Breathe (Live in Paris, Oktober 2001)
- Freelove (Live in Paris, Oktober 2001)
- Easy Tiger (Full Version)
- Dirt
- Freelove (Flood Mix)
- Zenstation
- When the Body Speaks (Acoustic)

## Kommerzieller Erfolg

### Chartplatzierungen
| ChartsChartplatzierungen       | Höchstplatzierung | Wochen |
| ------------------------------ | ----------------- | ------ |
| Deutschland (GfK)              | 1 (34 Wo.)        | 34     |
| Österreich (Ö3)                | 2 (18 Wo.)        | 18     |
| Schweiz (IFPI)                 | 2 (18 Wo.)        | 18     |
| Vereinigte Staaten (Billboard) | 8 (14 Wo.)        | 14     |
| Vereinigtes Königreich (OCC)   | 9 (7 Wo.)         | 7      |

| ChartsJahrescharts (2001) | Platzierung |
| ------------------------- | ----------- |
| Deutschland (GfK)         | 13          |
| Österreich (Ö3)           | 53          |
| Schweiz (IFPI)            | 39          |

### Auszeichnungen für Musikverkäufe
| Land/Region                  | Auszeichnungen für Musikverkäufe (Land/Region, Auszeichnung, Verkäufe) | Verkäufe  |
| ---------------------------- | ---------------------------------------------------------------------- | --------- |
| Belgien (BRMA)               | Gold                                                                   | (25.000)  |
| Deutschland (BVMI)           | Platin                                                                 | (300.000) |
| Europa (IFPI)                | Platin                                                                 | 1.000.000 |
| Finnland (IFPI)              | Gold                                                                   | (15.450)  |
| Frankreich (SNEP)            | Gold                                                                   | (100.000) |
| Kanada (MC)                  | Gold                                                                   | 50.000    |
| Österreich (IFPI)            | Gold                                                                   | (20.000)  |
| Polen (ZPAV)                 | Gold                                                                   | (35.000)  |
| Schweden (IFPI)              | Gold                                                                   | (40.000)  |
| Schweiz (IFPI)               | Gold                                                                   | (20.000)  |
| Spanien (Promusicae)         | Gold                                                                   | (50.000)  |
| Vereinigte Staaten (RIAA)    | Gold                                                                   | 500.000   |
| Vereinigtes Königreich (BPI) | Gold                                                                   | (100.000) |
| Insgesamt                    | 11× Gold · 2× Platin ·                                                 | 1.550.000 |

Hauptartikel: Depeche Mode/Auszeichnungen für Musikverkäufe

## Trivia
- Das Albumcover, entworfen von Anton Corbijn, zeigt eine Agave.
- Auf den meisten der Europa-Konzerte der Exciter Tour trat Fad Gadget im Vorprogramm auf. Umgekehrt war es 1980 Fad Gadget, der die damals noch unbekannte Band bei seinen Konzerten als Vorgruppe spielen ließ.
- Während auf der Exciter Tour noch 8 der 13 Albumsongs live gespielt wurden, war es je nur noch einer bei den Tourneen Touring the Angel 2005/06 („Goodnight Lovers“) und Tour of the Universe 2009/10 („Freelove“, und dies auch nur bei einigen wenigen Shows).
- Trotz der guten Kritiken gilt das Album als eines der unbeliebtesten bei den Fans.[11]